# Willi Neuenschwander
Willi Neuenschwander (* 21. September 1929 in Rottenschwil; † 11. Oktober 2003 in Oetwil an der Limmat, heimatberechtigt in Langnau im Emmental) war ein Schweizer Politiker (SVP).

## Ausbildung und Beruf
Neuenschwander ist in der Aargauer Gemeinde Berikon aufgewachsen. Er absolvierte die Handelsschule, wurde Verkäufer und besuchte später die höhere Fachschule. Als eidg. dipl. Kaufmann war er bei der BBC tätig. Im Jahre 1959 übernahm er die Eisenwarenhandlung Weber in Schlieren.
Als Präsident des kantonalen Gewerbeverbands Zürich (1979 bis 1993), Mitglied der schweizerischen Gewerbekammer, Präsident der Elektrizitätswerke Zürich, sowie als Verwaltungsrat der Nordostschweizerischen Kraftwerke und der Usego, hatte Neuenschwander Einfluss auf diverse Institutionen.

## Politische Laufbahn
Zwischen 1967 und 1983 war Neuenschwander Kantonsrat im Kanton Zürich für die Bauern-, Gewerbe- und Bürgerpartei, respektive ab 1971 für die Schweizerische Volkspartei. 1982 wurde er in den Bezirksrat von Zürich gewählt und hatte dort bis 1998 Einsitz. Am 28. November 1983 wurde er in den Nationalrat gewählt und schied erst am 3. Dezember 1995 aus der Grossen Kammer aus.